# Selens
Selens è un comune francese di 220 abitanti situato nel dipartimento dell'Aisne della regione dell'Alta Francia.

## Storia

### Simboli
Lo stemma è stato adottato nel 2017. "S" è l'iniziale del nome del comune; il paese si trova in fondo ad una valle dominata da vasti altipiani cerealicoli qui simboleggiati dalla spiga d'oro; la rosa d'argento ricorda che la chiesa locale è dedicata alla Madonna.

## Società

### Evoluzione demografica
Abitanti censiti